# Russula emetica
Russula emetica (Schaeff.: Fr.) Pers., Observ. mycol. (Lipsiae) 1: 100 (1796), anche nota come colombina rossa, è un fungo appartenente alla famiglia Russulaceae. Molto nota per via del suo sapore piccantissimo, finanche bruciante, è comune sia nei boschi di conifere che di latifoglie.

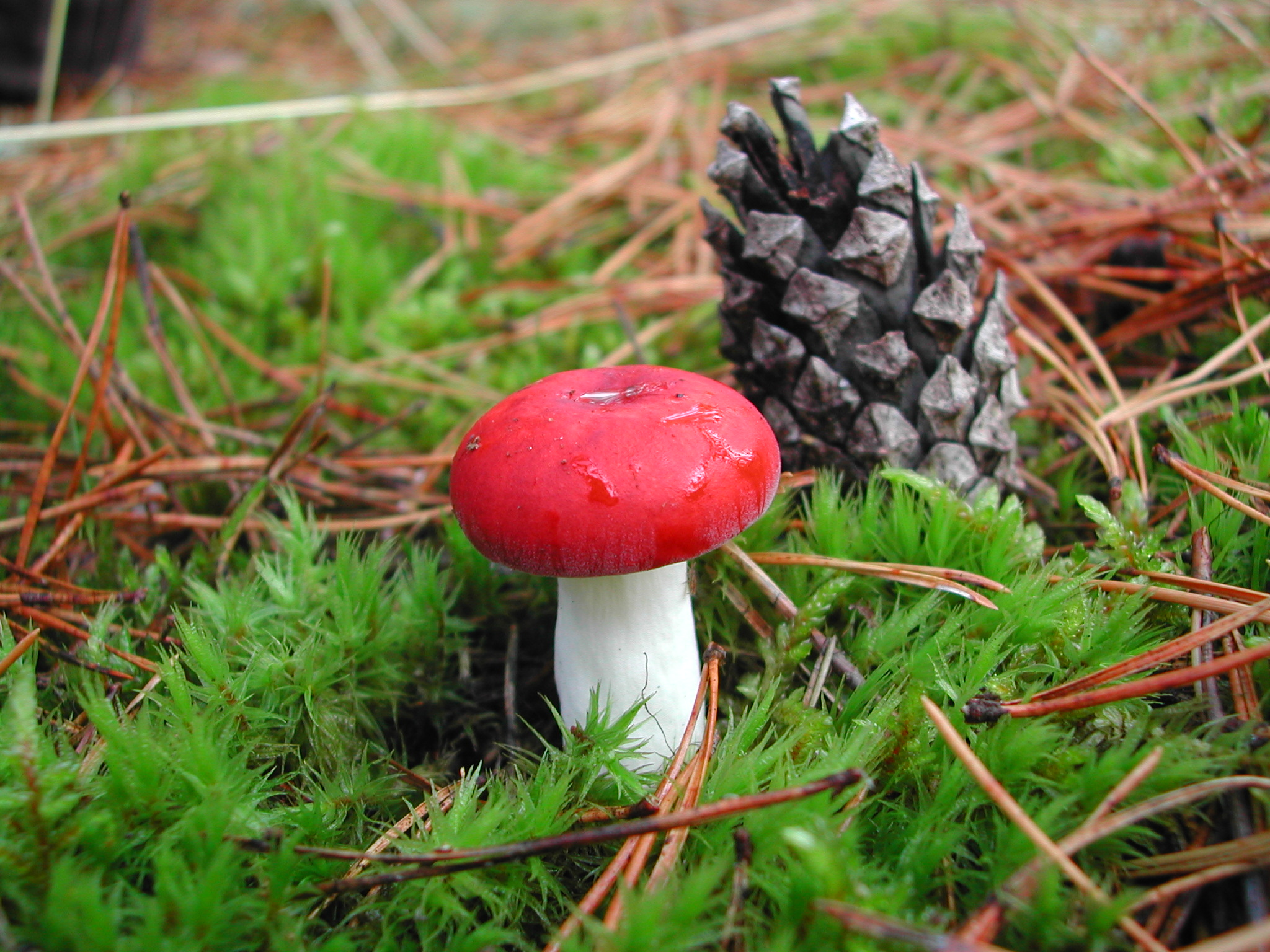
Russula emetica

## Tassonomia
Russula emetica fu descritta ufficialmente per la prima volta come Agaricus emeticus da Jacob Christian Schäffer nel 1774, nella sua opera sui funghi della Baviera e del Palatinato intitolata Fungorum qui in Bavaria et Palatinatu circa Ratisbonam nascuntur icones.
Nel 1796 Christian Hendrik Persoon la posizionò nel genere Russula, dove è tuttora assegnata.
Secondo il database nomenclaturale MycoBank, Agaricus russula è un sinonimo di R. emetica, denominazione che le era stata assegnata da Giovanni Antonio Scopoli nel 1772, due anni prima della descrizione di Schäffer. Altri sinonimi includono Amanita rubra proposto da Jean-Baptiste Lamarck nel 1783 e Agaricus ruber proposto da Augustin Pyramus de Candolle nel 1805.
L'attuale epiteto specifico botanico deriva dal greco antico εμετικὸς (emetikos), cioè emetico/che provoca il vomito.

## Descrizione della specie
Cappello
8–10 cm di diametro, fragile, prima globoso, poi convesso e infine spianato e/o leggermente depresso al centro; cuticola liscia, un po' viscosa se umida.
Lamelle
Più o meno fitte, elastiche, libere o un po' decorrenti, bianche.
Gambo
6–10 cm, cilindrico, fragile; inizialmente pieno e compatto, poi cavernoso, infine cavo; bianco, ma col tempo diventa bianco sporco.
Carne
Bianca immutabile, fragile.
- Odore:  fruttato, gradevole.
- Sapore: all'inizio dolce, dopo pochi secondi piccantissimo, bruciante.

Spore

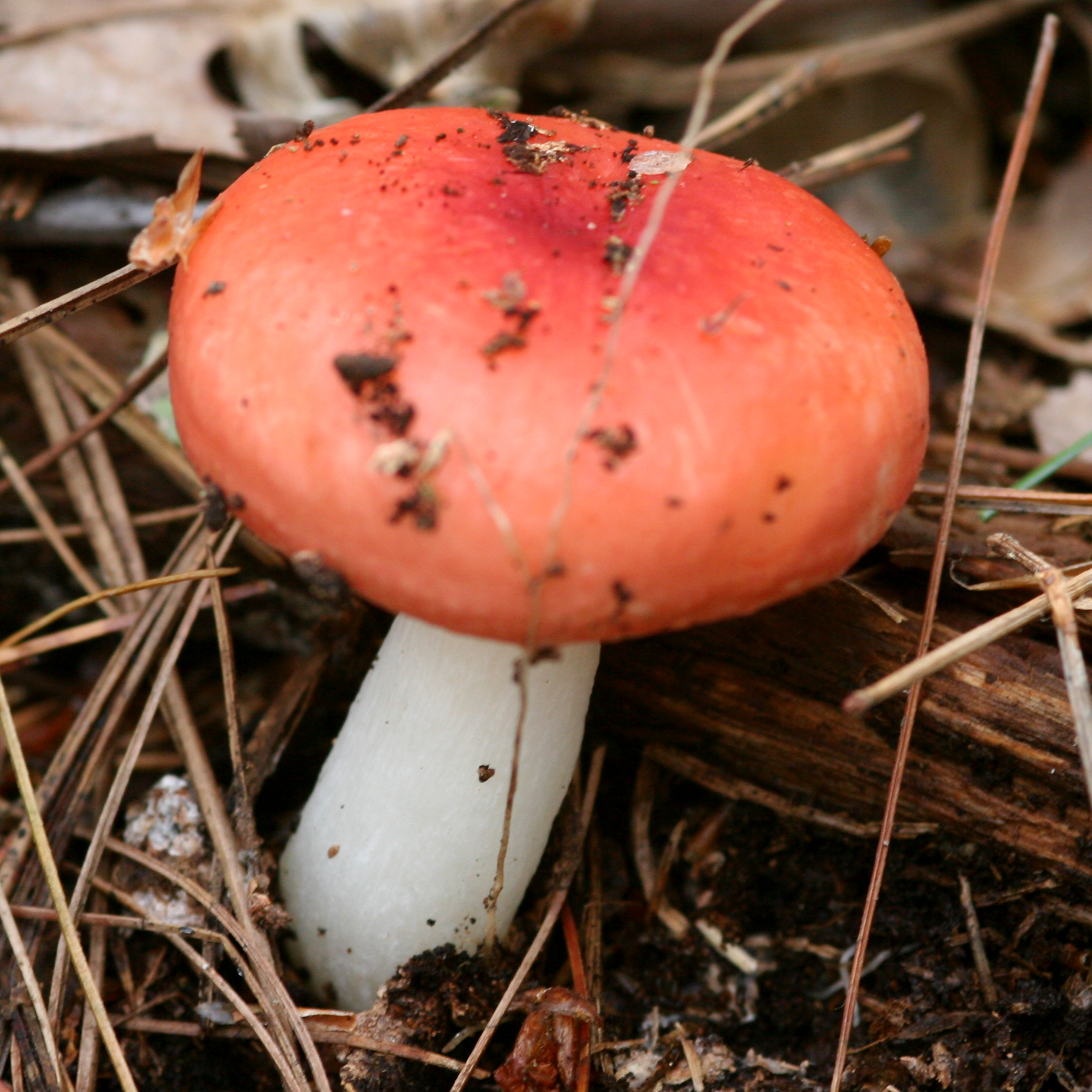

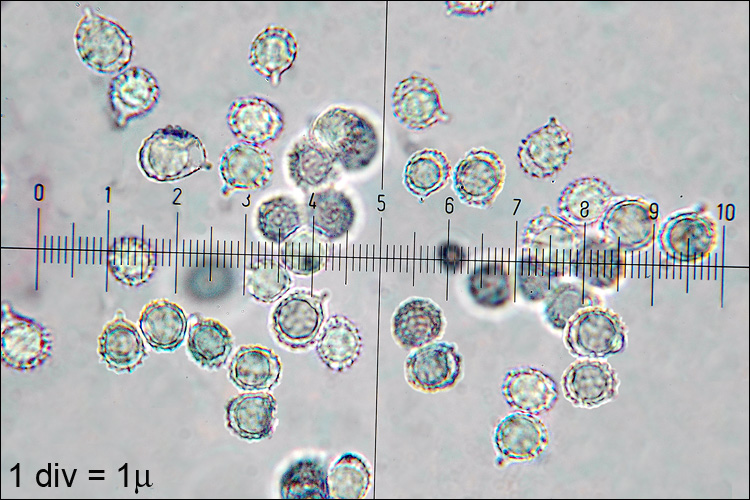
Spore di Russula emetica

8 x 6 µm circa, verrucose, globose oppure allungate.  Bianche in massa.

## Habitat
Fungo simbionte, cresce in estate-autunno in luoghi umidi, solitario o in gruppi, in boschi di latifoglie o di conifere (predilige le peccete).

## Commestibilità
Velenoso. Provoca sindrome gastrointestinale.
Attenzione!In alcune zone d'Italia viene adoperato come condimento piccante nel misto; si raccomanda di non seguire assolutamente questa pratica, in quanto pericolosa.

## Specie simili
- Alcune specie congeneri, ad esempio la Russula paludosa, discretamente commestibile e abbastanza comune in Europa e Nord America, e R. aurea, che appare di colore giallastro sotto al cappello rosso.[7]

## Etimologia
- Genere: dal latino russula = diminutivo di russa = rossa, col significato di rosseggiante per il colore di alcune specie comuni.
- Specie: dal latino emeticus = che provoca vomito, per le sue proprietà.

## Nomi comuni
Colombina rossa, Rovella rossa, Peperone.